# Carios rennellensis
Carios rennellensis är en fästingart som beskrevs av Clifford och Sonenshine 1962. Carios rennellensis ingår i släktet Carios och familjen mjuka fästingar. Inga underarter finns listade.